# Espérance de vie des personnes LGBT
L’espérance de vie des personnes lesbiennes, gays, bisexuelles et transgenres (LGBT) fait l’objet de recherches. Les premières recherches affirmant une espérance de vie nettement plus courte chez les homosexuels ne sont pas considérées comme fiables, bien qu'elles aient été largement utilisées à mauvais escient et citées,,,. Lors de la crise du sida, une perte importante d'espérance de vie a été observée chez les hommes homosexuels, même si ce n'est plus le cas aujourd'hui,.
À la fin des années 2000, des recherches ont suggéré que « les affirmations selon lesquelles la mortalité globale aurait considérablement augmenté chez les hommes gays et les lesbiennes semblaient injustifiées ». En 2020, les données suédoises n'ont révélé aucun écart de mortalité entre les individus homosexuels et hétérosexuels, bien que la mortalité puisse être plus élevée chez les bisexuels.
Il n’existe pas encore de recherches fiables sur l’espérance de vie des personnes transgenres, même si de fausses statistiques ont été largement diffusées.

## Espérance de vie homosexuelle

### Allégations erronées d’une espérance de vie nettement plus courte

#### Étude de Paul Cameron
Les premières études du psychologue controversé Paul Cameron prétendaient découvrir que les homosexuels avaient une espérance de vie de 20 à 30 ans plus courte que les hétérosexuels ; cependant, sa méthodologie et ses défauts rendent ses conclusions peu fiables. La méthodologie de Cameron a été décrite comme « tout simplement ridicule » par le démographe Nicholas Eberstadt de l'American Enterprise Institute, et l'épidémiologiste Morten Frisch a décrit son travail « d'une nature si grave qu'aucune revue scientifique à comité de lecture décent ne devrait le laisser passer pour publication ». Cameron s'était appuyé sur des nécrologies de journaux faisant clairement référence à l'orientation sexuelle. Dans les années 1980, Cameron a été expulsé de l'American Psychological Association pour violations.

#### Étude de Hogg et al.
Une autre étude publiée en 1998 par Hogg et al. ont modélisé l'impact des décès dus au sida à Vancouver entre 1987 et 1992, estimant une perte d'espérance de vie dans la population masculine homosexuelle entre 8 et 20 ans. Les auteurs ont publié une déclaration en 2001 précisant que leurs conclusions ne seraient plus pertinentes dans la mesure où les décès dus au SIDA avaient diminué de manière significative, principalement grâce au traitement antirétroviral.

#### Mauvaise utilisations des études
Malgré les défauts des recherches de Paul Cameron et les limites de l'étude Hogg, de nombreux groupes et individus homophobes ont cité ces études pour caractériser l'homosexualité comme étant intrinsèquement dangereuse ou comme un « mode de vie » malsain,. Le groupe de recherche de Paul Cameron a affirmé que l'homosexualité est « aussi dangereuse pour la santé publique que la toxicomanie, la prostitution et le tabagisme ». En 1997, le secrétaire américain à l'Éducation, William Bennett, a affirmé que les hommes homosexuels mouraient à 43 ans lors d'une interview télévisée, chiffre tiré de l'étude erronée de Cameron,.
En réponse aux abus fréquents, Hogg et al. ont noté que leurs conclusions ne seraient plus applicables en 2001. En 2003, l'économiste Walter E. Williams a cité l'étude Hogg pour affirmer que les homosexuels devraient payer plus pour l'assurance-vie, déclarant « qu'il s'agit d'un mode de vie raccourcissant l'espérance de vie plus important que l'obésité et le tabagisme ». En 2012, l'archevêque anglican australien Peter Jensen a affirmé que l'homosexualité réduisait la durée de vie de 20 ans lors d'un débat sur le mariage homosexuel.

### Études Frisch 2009 et 2013
L'épidémiologiste danois Morten Frisch a mené des recherches plus approfondies en 2009 en utilisant des données sur les mariages danois. Son étude a révélé que la surmortalité se limitait aux premières années de mariage, ce qui correspond au fait que des hommes souffrant de maladies préexistantes (telles que le VIH/SIDA) se mariaient et mouraient. Frisch a déclaré "nous avons observé une réduction drastique de 9,63 décès excédentaires pour 1 000 années-personnes parmi ceux qui ont épousé leur partenaire pendant la période pré-HAART à 1,53 décès excédentaires pour 1 000 années-personnes pour ceux qui se sont mariés pendant la période HAART". Selon Frisch, "les allégations d'une mortalité globale considérablement accrue chez les hommes homosexuels et lesbiens semblent injustifiées".

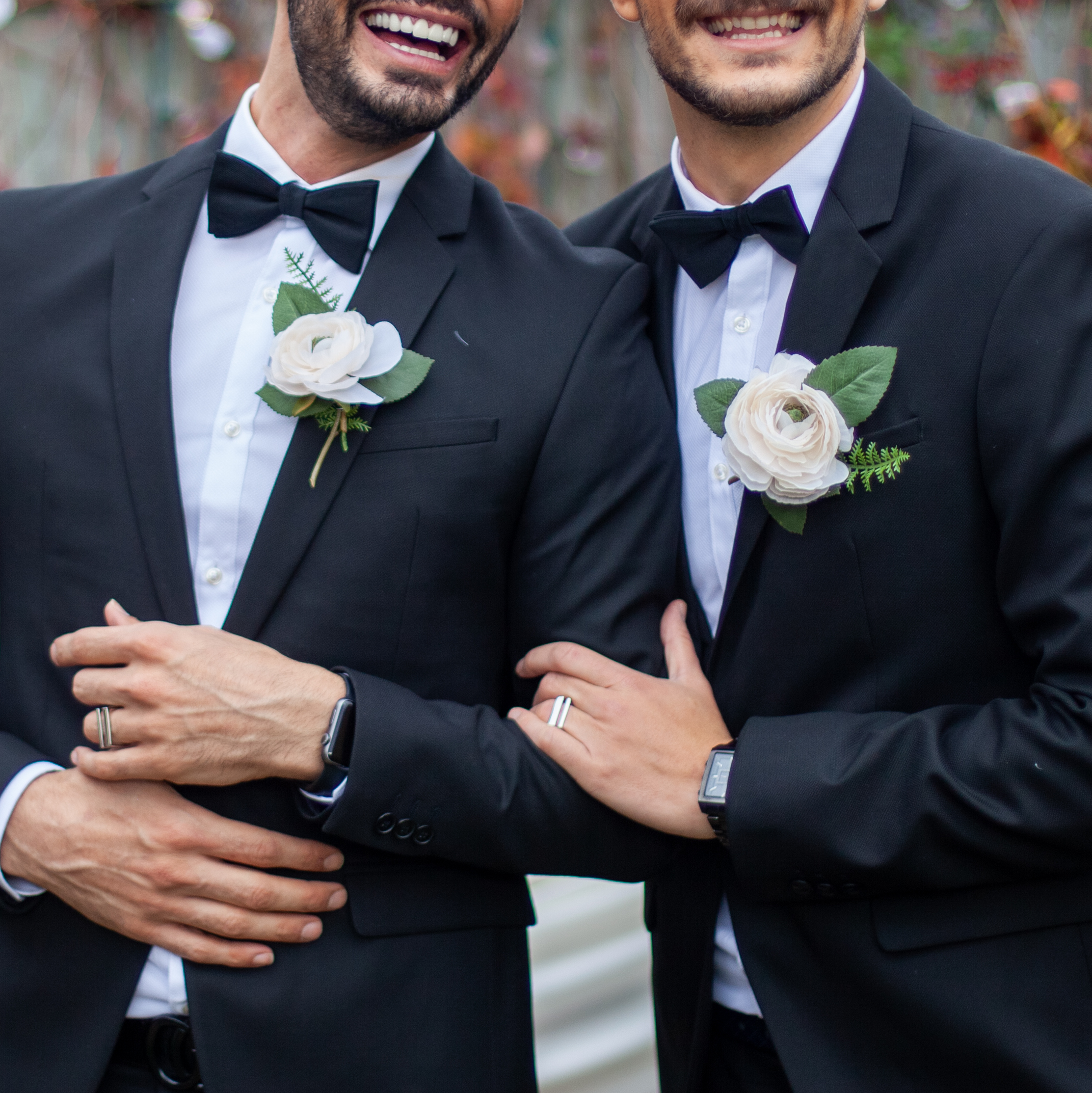
Le mariage homosexuel a été associé à une augmentation de l’espérance de vie par rapport aux couples homosexuels non mariés.

En 2013, Frisch a également mené une autre étude qui a révélé que la surmortalité chez les hommes homosexuels avait encore diminué,,. Il associe le mariage homosexuel à l’augmentation de l’espérance de vie.

### Rétractation de 2014
Une étude réalisée en 2014 par Hatzenbuelher et al. prétendait constater que les minorités sexuelles vivant dans des zones où les préjugés anti-homosexuels étaient élevés voyaient leur espérance de vie réduite de 12 ans. Cependant, il a été rétracté en 2019 lorsqu'il a été découvert qu'il y avait une erreur de codage dans les données et qu'après avoir corrigé l'erreur, il « a rendu l'association entre la stigmatisation structurelle et le risque de mortalité statistiquement non significative ».

### Autres études de mortalité
Une étude réalisée en Suède en 2020 a révélé que la mortalité chez les hommes et les femmes homosexuels ne différait pas significativement de celle des hétérosexuels, bien qu'elle soit élevée pour les hommes et les femmes bisexuels.

## Espérance de vie des personnes trans
Une statistique non fondée largement diffusée par les médias et les personnes transgenres affirme que l'espérance de vie des femmes transgenres de couleur n'est que de 35 ans ; cependant, cela n’est corroboré par aucune recherche. Selon Westbrook, cette affirmation inexacte a été calculée en faisant la moyenne des âges des victimes de meurtre transgenres. Il s’agit d’une méthodologie erronée pour calculer l’espérance de vie, car les victimes de meurtre ne constituent pas une population représentative des personnes transgenres.
Selon Bosson et al. "les recherches systématiques nécessaires pour déterminer l'espérance de vie moyenne des personnes transgenres n'ont pas encore été menées". Plusieurs études ont été menées qui indiquent que les personnes transgenres ont un taux de mortalité accru, mais ces études ne sont pas concluantes,,,,.

## Personnalités

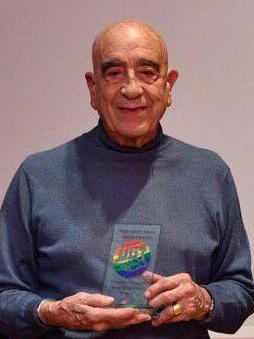
Armand de Fluvià (1931-), grand témoin des droits LGBT.

- Les résistantes françaises Suzanne Leclézio (1898-1987) et Yvonne Ziegler (1902-1988), couple déporté à Ravensbrück pendant la Seconde Guerre mondiale, sont décédées respectivement à l'âge de 88 et 85 ans, à Blangy-le-Château, en Normandie[23].
- Armand de Fluvià, né le 17 octobre 1931, l'un des grands témoins survivants des droits LGBT en Espagne malgré la répression et l'emprisonnement à la prison Model de Barcelone sous la dictature franquiste[9].